# 바라트 자그데오
바라트 자그데오(Bharrat Jagdeo, 1964년 1월 23일~ )는 가이아나의 정치인이다. 1999년 8월 11일부터 2011년 12월 3일까지 대통령으로 재임했다. 대통령직에 오르기 전에 재정부 장관을 했으며, 건강상의 이유로 자넷 제이건이 사임한 뒤 대통령이 되었다. 2001년과 2006년에 열린 대통령 선거에서 연속하여 승리하였고, 2011년 임기 종료와 함께 퇴임했다.

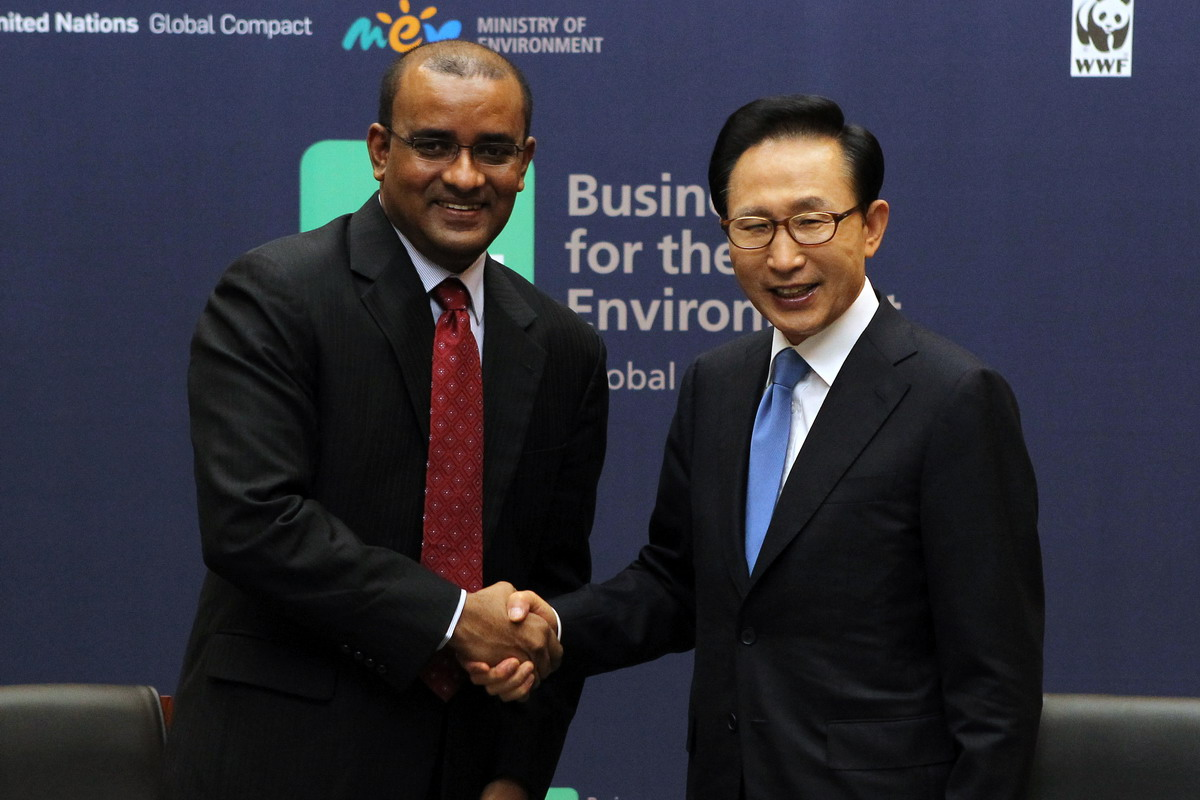
이명박 대한민국 대통령과의 환담(2010년)